# Мозес, Энтони Дирк
Энтони Дирк Мозес (англ. Anthony Dirk Moses; род. 1967) — австралийский историк и политолог. Исследует различные аспекты колониализма и геноцида. Главный редактор Journal of Genocide Research.

## Биография и научная работа
Вырос в Брисбене, в Австралии, в семье родителей, профессионально интересовавшихся историей Германии. Дирк тяготел к изучению австралийской и немецкой истории.
В 1987 году получил степень BA в Квинслендском университете (Австралия); в 1990 году — MPhil в Сент-Эндрюсском университете (Великобритания); в 1994 году — MA в Университете Нотр-Дам (США); в 2000 году — PhD в Калифорнийском университете в Беркли (США).
Был заслуженным профессором всемирной истории прав человека Фрэнка Портера Грэма в Университете Северной Каролины в Чапел-Хилле. Был научным сотрудником во Фрайбургском университете, где работал над послевоенными немецкими дебатами о новейшей истории, проектом, который появился под названием «Немецкие интеллектуалы и нацистское прошлое» (Кембридж, 2007) и получил премию H-Soz-u-Kult «Историческая книга года» по направлении современной истории. Почётный сотрудник кафедры истории Сиднейского университета. Также преподавал в Сиднейском университете и Европейском университетском институте во Флоренции, Италия. В Городском колледже Нью-Йорка — профессор политологии Школы архитектуры Анны и Бернарда Спитцер. В сентябре-октябре 2019 года был приглашённым научным сотрудником Центра глобального конституционализма в Берлине; зимой 2019—2020 годов — старшим научным сотрудником Лихтенберг-Коллега в Геттингене.

## Научные работы и редакция
Мозес исследует темы геноцида, памяти и (пост)колониальной истории, по которым он опубликовал большое число статей, глав книг и был редактором книг, в том числе отмеченных наградами.
Завершая свою первую книгу «Немецкие интеллектуалы и нацистское прошлое» (2007), редактировал три антологии, посвящённые геноциду и колониализму: «Геноцид и общество поселенцев: насилие на границах и украденные дети коренных народов» (2004), «Колониализм и геноцид» (2007) и «Империя, колониальный геноцид: Завоевание, оккупация и сопротивление угнетённых групп в мировой истории» (2008). С этого времени Мозес занимается исследованием постколониальных конфликтов в Африке и Южной Азии в рамках своего проекта «Дипломатия геноцида». Редактор книг «Оксфордский справочник по исследованиям геноцида» (2010), «Колониальная борьба с мятежами и массовое насилие: Голландская империя в Индонезии» (2014) и «Постколониальное насилие и вопрос геноцида: Биафро-нигерийская война, 1967—1970 годы» (2017). В его второй монографии «Проблемы геноцида» (2021) представлено исследование происхождения и функции концепции геноцида. Мозес также работает над книгой «Геноцид и террор истории», посвящённой травматическим воспоминаниям и формированию геноцидального субъективизма.
Мозес является главным редактором Journal of Genocide Research с 2011 года и соредактором серии книг «Война и геноцид» для Berghahn Books. Он является членом редакционного совета журналов Journal of African Military History, Journal of Perpetrator Research, Patterns of Prejudice, Memory Studies, Journal of Mass Violence Research, borderland e-journal и Monitor: Global Intelligence of Racism. Входит в консультативный совет Венского института исследований Холокоста Визенталя, Центра военных исследований Университетского колледжа Дублина, Ассоциации исследований памяти (Memory Studies Association) и проекта RePast.

## Научный подход
Мозес писал о «расистском веке» (приблизительно 1850—1950), для которого было характерно господство не только расистской идеологии, но и прагматики перераспределения ресурсов по расовому или национальному признаку. По словам Мозеса, «коренные и оккупированные народы оказываются в невозможной ситуации. Если они сопротивляются силой, их жестоко подавляют. Если они этого не делают, государства будут игнорировать менее интенсивное, но непрерывное насилие, которому они подвергаются». Разделяет подход автора термина «геноцид» и Конвенции ООН о предупреждении преступления геноцида и наказания за него Рафаэля Лемкина, что геноцид — не просто событие, а процесс, в определённое время достигающий своей кульминации. Мозес усматривает ростки современных геноцидов в ранней колониальной политике западных государств, в результатом которой стало появления большого числа процессов, ведущих к геноциду.
Работает в русле историографии 2000-х годов, предлагающей рассматривать Холокост в широком контексте массовых убийств и насилия эпохи «модерности». В мае 2021 года Мозес своей статьёй «Катехизис немцев» начал «второй исторический диспут», в котором основное внимание уделялось немецкой культуре памяти и взаимосвязи между Холокостом и массовыми преступлениями, совершёнными в германских колониях. Мозес отмечает: «мы твердили о связи немецкого колониализма и нацистской войны на уничтожение последние двадцать лет». «Я полагаю, что мы видим публичный экзорцизм, осуществляемый самоназначенными служителями Катехизиса немцев», настаивающий на несравнимости Холокоста с другими геноцидами. Новизна, по его мнению, заключается в том, что настоящее время «служители Катехизиса» ведут оборонительные бои, а не карают немногочисленных «отступников», как происходило ранее.
Участвовал в подписании открытого письма 2014 года председателю федерального департамента юстиции и полиции Швейцарии Симонетте Соммаруге, призвавшего её обжаловать решение Европейского суда по правам человека по делу «Догу Перинчек против Швейцарии» (ЕСПЧ счёл противоправным осуждение швейцарским судом турецкого отрицателя геноцида армян Догу Перинчека). Учёные, подписавшие письмо, утверждают, что «решение суда было принято с историческими и концептуальными ошибками», имеющими серьёзное моральное и социальное значение. ЕСПЧ ставит под сомнение факт, что по событиям 1915 года можно прийти к общему согласию, и охарактеризовал политическую ситуацию вокруг геноцида армян как «ярую дискуссию». Авторы письма отмечают, что, по мнению большинства специалистов по геноциду, массовые убийства армян в Османской империи соответствуют всем положениям статьи 2 Конвенции ООН о геноциде.
Мозес характеризует ситуацию в Палестине как колониальную. По его словам, «западные и даже многие арабские страны готовы бесконечно мириться с невыносимыми условиями в секторе Газа и на Западном берегу, в то же время пытаясь добиться долгосрочного мира на Ближнем Востоке без того, чтобы разрешить палестинскую борьбу за освобождение, какую бы форму она ни приняла».